# Canton de Bordeaux-1
Le canton de Bordeaux-1 est une circonscription électorale française située dans le département de la Gironde, en région Nouvelle-Aquitaine.

## Histoire
Ce canton est créé en 1801 en même temps que les cantons de Bordeaux-2 à 6, à la suite de la scission du canton de Bordeaux. Il se compose alors d'une partie nord de la ville de Bordeaux et des communes de Bruges et Le Bouscat jusqu'au 13 juillet 1973, date à laquelle ces deux communes sont rattachées au canton du Bouscat nouvellement créé.
Un nouveau découpage territorial de la Gironde entre en vigueur à l'occasion des premières élections départementales suivant le décret du 20 février 2014. Les conseillers départementaux sont, à compter de ces élections, élus au scrutin majoritaire binominal mixte. Les électeurs de chaque canton élisent au Conseil départemental, nouvelle appellation du Conseil général, deux membres de sexe différent, qui se présentent en binôme de candidats. Les conseillers départementaux sont élus pour 6 ans au scrutin binominal majoritaire à deux tours, l'accès au second tour nécessitant 12,5 % des inscrits au 1er tour. 
En outre la totalité des conseillers départementaux est renouvelée. Ce nouveau mode de scrutin nécessite un redécoupage des cantons dont le nombre est divisé par deux avec arrondi à l'unité impaire supérieure si ce nombre n'est pas entier impair, assorti de conditions de seuils minimaux. Dans la Gironde, le nombre de cantons passe ainsi de 63 à 33. Le nouveau canton de Bordeaux-1 constitue une fraction cantonale de la commune de Bordeaux. Il est entièrement inclus dans l'arrondissement de Bordeaux. Le bureau centralisateur est situé à Bordeaux.

## Géographie

Les cinq cantons de Bordeaux depuis 2015.

Le canton de Bordeaux-1 est organisé dans l'arrondissement de Bordeaux, à l'intérieur de la commune de Bordeaux. Son altitude varie de 1 m à 42 m pour une altitude moyenne de 6 m.

## Représentation

### Conseillers généraux de 1833 à 2015
| Période | Période          | Identité                             | Étiquette            | Qualité |
| ------- | ---------------- | ------------------------------------ | -------------------- | --- |
| 1833    | 1838 (décès)     | Joseph-Thomas Brun                   |                      | Négociant Maire de Bordeaux (1831-1838)                                                                                         |
| 1838    | 1848             | David Johnston                       |                      | Négociant et propriétaire de vignobles maire de Bordeaux (1838-1842), conseiller d'arrondissement                               |
| 1848    | 1852             | Joseph Marie Julien Duvergier        |                      | Négociant à Bordeaux |
| 1852    | 1861             | Nathaniel Johnston III (1803-1870)   |                      | Négociant et propriétaire de vignobles                                                                                          |
| 1861    | 1870             | Jean Marie Marc Saugeon              |                      | Homme de lettres, directeur d'institution scolaire Président du Conseil général                                                 |
| 1870    | 1871             | André Lavertujon                     | Libéral              | Journaliste Secrétaire général du gouvernement Directeur de l'Officiel Sénateur (1887-1897)                                     |
| 1871    | 1874             | Jules Paulet                         | Républicain          | Médecin, conseiller municipal de Bordeaux probablement membre de l'Internationale                                               |
| 1874    | 1887 (décès)     | Paul Métadier                        | Républicain          | Médecin, conseiller municipal de Bordeaux                                                                                       |
| 1887    | 1896 (décès)     | Auguste Ferret                       | Rad. Boulangiste     | Propriétaire, maire du Bouscat (1884-1889 et 1890-1896), conseiller d'arrondissement Député (en 1896, élu le jour de son décès) |
| 1897    | 1899 (décès)     | Victor Olanet                        | Rad.                 | Adjoint au maire de Bordeaux |
| 1900    | 1904             | Raymond Ducourneau                   | Rad.                 | Propriétaire, maire du Bouscat (1896-1906)                                                                                      |
| 1904    | 1919             | Adolphe Buscaillet                   | POSR puis SFIO       | Mécanicien-chauffeur Conseiller municipal de Bordeaux                                                                           |
| 1919    | 1922             | Henri Grossard                       | Républicain          | Maire du Bouscat (1908-1910, 1912-1915 et 1918-1925)                                                                            |
| 1922    | 1940             | Antoine Cayrel                       | SFIO puis PSdF       | Chirurgien-dentiste Député (1924-1928 et 1932-1942) Maire du Bouscat (1925-1944) Nommé conseiller départemental en 1943         |
|         |                  |                                      |                      | |
| 1945    | 1951             | Jean Costedoat                       | SFIO                 | Avocat Adjoint au maire de Bordeaux, ancien conseiller d'arrondissement                                                         |
| 1951    | 1964             | Arthur Richards                      | RPF puis RS puis UNR | Militaire puis employé Député de 1958 à 1967 Conseiller municipal du Pian-Médoc (1959-1965)                                     |
| 1964    | 1973             | André Treuillé                       | SFIO puis PS         | Conseiller municipal de Bordeaux Élu en 1973 dans le canton du Bouscat                                                          |
| 1973    | 1993 (décès)     | Marc Boeuf                           | PS                   | Instituteur puis professeur de collège Directeur de la MGEN Sénateur (1980-1993)                                                |
| 1993    | 1999 (démission) | Ghyslaine Boeuf (Fille du précédent) | PS                   | Directrice Culture, Sport, Jeunesse, à Villenave-d'Ornon                                                                        |
| 1999    | 2015             | Philippe Dorthe                      | PS                   | Cadre à la SNCF Vice-président du Conseil régional d'Aquitaine                                                                  |

### Conseillers d'arrondissement (de 1833 à 1940)
| Période                                  | Période          | Identité                   | Étiquette           | Qualité |
| ---------------------------------------- | ---------------- | -------------------------- | ------------------- | --- |
| 1833                                     | 1838             | David Johnston             |                     | Négociant à Bordeaux                                                                                        |
|                                          |                  |                            |                     | |
| 1848                                     | ap.1852          | Armand Lalande             |                     | Négociant en vins, conseiller municipal de Bordeaux                                                         |
|                                          |                  |                            |                     | |
| 1871                                     | 1875 (démission) | M. Bayle                   | Républicain radical | Propriétaire négociant                                                                                      |
| 1875                                     | 1880             | Émile Counord              | Républicain         | Ingénieur mécanicien à Bordeaux, élu conseiller général du canton de Bordeaux-3                             |
| 1883                                     | 1887 (démission) | Auguste Ferret             | Républicain         | Propriétaire au Bouscat                                                                                     |
| 1887                                     | 1894 (démission) | Charles Labère             | Républicain Radical | Artiste peintre                                                                                             |
| 1894                                     | 1895             | Arthur Gasseau             | Socialiste          | Négociant, vice-président du syndicat général de la charcuterie française, conseiller municipal de Bordeaux |
| 1895                                     | ?                | Jean Villate               | Républicain         | |
| ?                                        | 1907             | Arthur Gasseau             | Républicain Radical | Négociant, vice-président du syndicat général de la charcuterie française, conseiller municipal de Bordeaux |
| 1907                                     | 1925             | Barthélemy-Émile Videau    | Républicain         | Agriculteur, maire de Bruges                                                                                |
| 1925                                     |                  | Adrien Dereix              | SFIO                | Employé municipal                                                                                           |
|                                          |                  |                            |                     | |
| 1936                                     | 1938 (décès)     | Roger Vivez                | SFIO                | Directeur d'un atelier de mécanique automobile                                                              |
| 1939                                     | 1940             | Jean Costedoat (1912-1985) | SFIO                | Avocat |
| 1940                                     |                  |                            |                     | Les conseils d'arrondissement ont été suspendus par la loi du 12 octobre 1940 et n'ont jamais été réactivés |
| Les données manquantes sont à compléter. |                  |                            |                     | |

Sources ; journal "La Gironde" sur le site Retronews.
https://gallica.bnf.fr/ark:/12148/cb32782567n/date

### Conseillers départementaux à partir de 2015
| Période élective | Période élective | Mandat | Mandat   | Identité          | Nuance | Nuance | Qualité |
| ---------------- | ---------------- | ------ | -------- | ----------------- | ------ | ------ | --- |
| 2015             | 2021             | 2015   | 2021     | Clara Azevedo     |        | PS     | Spécialiste en communication d'entreprise |
| 2015             | 2021             | 2015   | 2021     | Matthieu Rouveyre |        | PS     | Consultant en communication numérique Conseiller municipal de Bordeaux jusqu'en 2020 Vice-président du conseil départemental Ancien conseiller général du Canton de Bordeaux-5 |
| 2021             | 2028             | 2021   | en cours | Wiame Benyachou   |        | DVG    | Cheffe d'entreprise dans l'économie sociale et solidaire |
| 2021             | 2028             | 2021   | en cours | Romain Dostes     |        | EELV   | Rédacteur, responsable éditorial 13ème Vice-Président (politique des ainés, lien intergénérationnel)                                                                           |

### Résultats détaillés

#### Élections de mars 2015
À l'issue du premier tour des élections départementales de 2015, deux binômes sont en ballottage : Emmanuelle Cuny et Fabien Robert (Union de la droite, 38,07 %) et Clara Azevedo et Matthieu Rouveyre (Union de la gauche, 37,88 %). Le taux de participation est de 44,04 % (10 125 votants sur 22 992 inscrits) contre 50,55 % au niveau départemental et 50,17 % au niveau national.
Au second tour, Clara Azevedo et Matthieu Rouveyre (Union de la Gauche) sont élus avec 53,30 % des suffrages exprimés et un taux de participation de 41,43 % (4 821 voix pour 9 526 votants et 22 992 inscrits).

#### Élections de juin 2021
Le premier tour des élections départementales de 2021 est marqué par un très faible taux de participation (33,26 % au niveau national). Dans le canton de Bordeaux-1, ce taux de participation est de 31,88 % (7 649 votants sur 23 996 inscrits) contre 33,41 % au niveau départemental. À l'issue de ce premier tour, deux binômes sont en ballottage : Wiame Benyachou et Romain Dostes (Union à gauche avec des écologistes, 42,82 %) et Christine Errera et Jérémy Strohner (DVD, 16,82 %).
Le second tour des élections est marqué une nouvelle fois par une abstention massive équivalente au premier tour. Les taux de participation sont de 34,36 % au niveau national, 33,6 % dans le département et 31,11 % dans le canton de Bordeaux-1. Wiame Benyachou et Romain Dostes (Union à gauche avec des écologistes) sont élus avec 64,7 % des suffrages exprimés (4 593 voix pour 7 466 votants et 24 002 inscrits),,. 

## Composition
- L'ancien canton de Bordeaux-1 était composé de :

3 bureaux à Bordeaux (Archives A et B, Saint-Rémi)

Les communes du Bouscat et de Bruges.
| Nom                              | Code Insee | Intercommunalité   | Superficie (km2) | Population (dernière pop. légale)                 | Densité (hab./km2) | Modifier                                    |
| -------------------------------- | ---------- | ------------------ | ---------------- | ------------------------------------------------- | ------------------ | ------------------------------------------- |
| Bordeaux (bureau centralisateur) | 33063      | Bordeaux Métropole | 49,36            | Fraction : 45 173 (2022) Commune : 265 328 (2022) | 5 375              | modifier les données · modifier les données |
| Canton de Bordeaux-1             | 3302       |                    |                  | 45 173 (2022)                                     |                    | modifier les données                        |

- Le nouveau canton de Bordeaux-1 comprend la partie de la commune de Bordeaux située à l'intérieur d'un périmètre défini par l'axe des voies et limites suivantes : la Garonne, place Jean-Jaurès, cours du Chapeau-Rouge, cours de l'Intendance, rue Vital-Carles, place Pey-Berland, rue des Frères-Bonie, cours d'Albret, rue Joseph-de-Carayon-Latour, rue du Colonel-Jean-Fleuret, rue Marguerite-Crauste, rue François-de-Sourdis, rue Fernand-Audeguil, rue de Pessac, jusqu'à la limite territoriale de la commune de Talence, boulevard George-V, place Louis-Barthou, cours de l'Argonne, rue Bertrand-de-Goth jusqu'au numéro 130 inclus, impasse Elvina-Sivan, cours de la Somme, rue Saint-Nicolas, rue Brian, cours de l'Argonne, place de la Victoire, rue Élie-Gintrac, place des Capucins, rue Clare, rue du Hamel, place Léon-Duguit, rue de la Porte-de-la-Monnaie, la Garonne[4].

Avant le redécoupage de 2014, le canton de Bordeaux-1 se composait d'une partie au nord de la commune de Bordeaux.

## Démographie

### Démographie avant 2015
| 1962 | 1968 | 1975 | 1982 | 1990   | 1999   | 2006   | 2011   | 2012   |
| ---- | ---- | ---- | ---- | ------ | ------ | ------ | ------ | ------ |
| -    | -    | -    | -    | 24 099 | 24 453 | 27 289 | 29 420 | 30 305 |

### Démographie depuis 2015
En 2022, le canton comptait 45 173 habitants, en évolution de −1,42 % par rapport à 2016 (Gironde : +6,91 %, France hors Mayotte : +2,11 %).
| 2013   | 2018   | 2022   |
| ------ | ------ | ------ |
| 46 783 | 46 096 | 45 173 |